# Universitas Lambung Mangkurat
Universitas Lambung Mangkurat – indonezyjska uczelnia publiczna w mieście Banjarmasin (prowincja Borneo Południowe). Została założona w 1960 roku.